# آلبوتوئین
آلبوتوئین (به انگلیسی: Albutoin) یک داروی ضد تشنج است. در اروپا با نام CO-ORD و Euprax توسط آزمایشگاه‌های بکستر به بازار عرضه شد. این دارو توسط سازمان غذا و داروی ایالات متحده مورد ارزیابی قرار گرفت، اما تأیید نشد.